# Гелиоцереус
Гелиоцереус (лат. Heliocereus) — род семейства Кактусовые (Cactaceae). Включает четыре вида. В природе растёт в Мексике и Гватемале во влажно-тропических областях.
В некоторых авторитетных источниках название Heliocereus (A.Berger) Britton & Rose включают в синонимику рода Disocactus Lindl.
Название происходит от греч. heli(os) — солнце и греч. cereus — восковая свеча.

## Ботаническое описание
Морфология
Кактусы сильно кустистые, стелющиеся, лазающие с помощью придаточных корней или поселяющиеся эпифитно, повисающие.
Стебли слабые, длинные (до 1,5 метров) и тонкие (1-3 см), имеют от 3 до 7 рёбер. Ареолы расположены редко и несут тонкие щетинковидные колючки. Цветки красных тонов, дневные, крупные, широко открытые (длина от 9 до 20 см, с диаметром от 7 до 10 см).